# Hemibagrus imbrifer
Hemibagrus imbrifer es una especie de pez de la familia Bagridae en el orden de los Siluriformes.

## Morfología
Los machos pueden llegar alcanzar los 18,7 cm de longitud total.

## Distribución geográfica
Se encuentran en Asia: cuenca del río Salween.